# Сірсаліс (місячний кратер)
Кра́тер Сірса́ліс (лат. Sirsalis) — великий молодий метеоритний кратер в області південно-західного узбережжя Океану Бур на видимому боці Місяця. Назву присвоєно на честь італійського астронома і селенографа Джироламо Сірсаліса (1584—1654) й затверджено Міжнародним астрономічним союзом у 1935 році. Утворення кратера відбулось в ератосфенівському періоді..

## Опис кратера

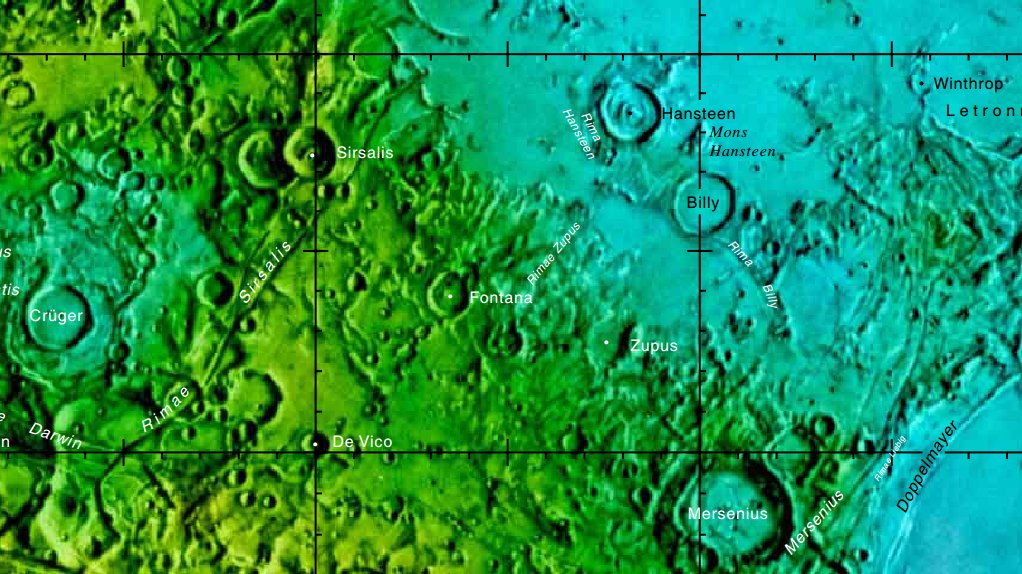
Околиці кратера Сірсаліс. Фрагмент мапи видимого боку Місяця.

Найближчими сусідами кратера є кратер Грімальді на північному заході; кратер Дамуазо на півночі; кратер Ханстен на сході; кратер Фонтана на південному сході; кратер Де Віко на півдні і кратер Крюгер на заході південному заході. На захід і схід від кратера Сірсаліс розташовані Борозни Сірсаліса; на північному сході знаходиться Океан Бур. Селенографічні координати центру кратера 12°29′ пд. ш. 60°31′ зх. д. / 12.49° пд. ш. 60.51° зх. д., діаметр 44,2 км (англ.), глибина 4730 м.
Кратер Сірсаліс розташований в області широкого хребта що тягнеться з півдня на північ; має еліптичну форму витягнуту у напрямі північ північний захід — південь південний схід і практично не зазнав руйнувань. Західна частина кратера частково перекриває сателітний кратер Сірсаліс A (див. нижче). Вал з чітко окресленою гострою крайкою є дещо згладжений у західній частині. Внутрішній схил валу гладкий, з високим альбедо. Висота валу над навколишньою місцевістю сягає 1050 м, об'єм кратера становить приблизно 1300 км³. Дно чаші є рівним у північно-західній частині, решта поверхні чаші має хребти концентричні відносно валу. У центрі чаші розташовується масив піків. За морфологічними ознаками кратер належить до типу TRI (за назвою типового представника цього класу — кратера Тріснеккер).

## Сателітні кратери
| Сірсаліс | Координати                                                | Діаметр, км |
| -------- | --------------------------------------------------------- | ----------- |
| A        | 12°40′ пд. ш. 61°24′ зх. д. / 12.67° пд. ш. 61.4° зх. д.  | 48,5        |
| B        | 11°07′ пд. ш. 63°46′ зх. д. / 11.11° пд. ш. 63.77° зх. д. | 14,9        |
| C        | 10°21′ пд. ш. 64°00′ зх. д. / 10.35° пд. ш. 64° зх. д.    | 22,4        |
| D        | 9°59′ пд. ш. 58°42′ зх. д. / 9.98° пд. ш. 58.7° зх. д.    | 34,9        |
| E        | 8°10′ пд. ш. 56°42′ зх. д. / 8.16° пд. ш. 56.7° зх. д.    | 70,3        |
| F        | 13°34′ пд. ш. 60°09′ зх. д. / 13.56° пд. ш. 60.15° зх. д. | 13,2        |
| G        | 13°51′ пд. ш. 61°43′ зх. д. / 13.85° пд. ш. 61.71° зх. д. | 24,2        |
| H        | 14°01′ пд. ш. 62°30′ зх. д. / 14.02° пд. ш. 62.5° зх. д.  | 25,5        |
| J        | 13°25′ пд. ш. 59°41′ зх. д. / 13.42° пд. ш. 59.69° зх. д. | 11,9        |
| K        | 10°23′ пд. ш. 57°28′ зх. д. / 10.39° пд. ш. 57.47° зх. д. | 7,0         |
| T        | 9°17′ пд. ш. 53°35′ зх. д. / 9.28° пд. ш. 53.59° зх. д.   | 15,0        |
| Z        | 10°22′ пд. ш. 62°02′ зх. д. / 10.37° пд. ш. 62.04° зх. д. | 90,3        |

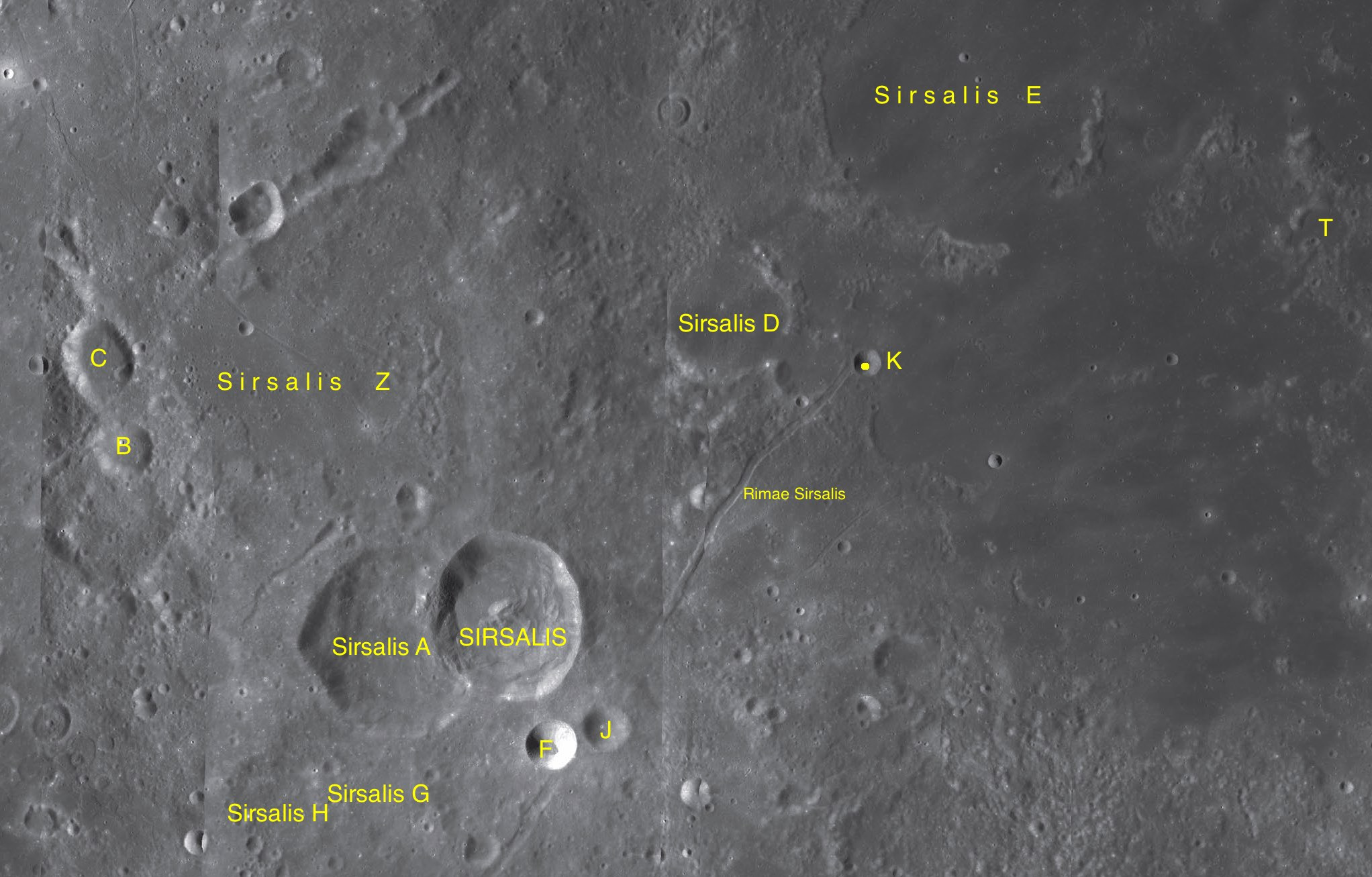
Фрагмент мапи LAC-74.

- Утворення сателітного кратера Сірсаліс A відбулось у нектарському періоді[1].
- Утворення сателітних кратерів Сірсаліс E і Z відбулось у донектарському періодуі[1].
- Сателітні кратери Сірсаліс A, K і J включені до списку кратерів з яскравою системою променів Асоціації місячної і планетарної астрономії (ALPO)[6].